# Gólem
|  | Per a altres significats, vegeu «Golem (desambiguació)». |

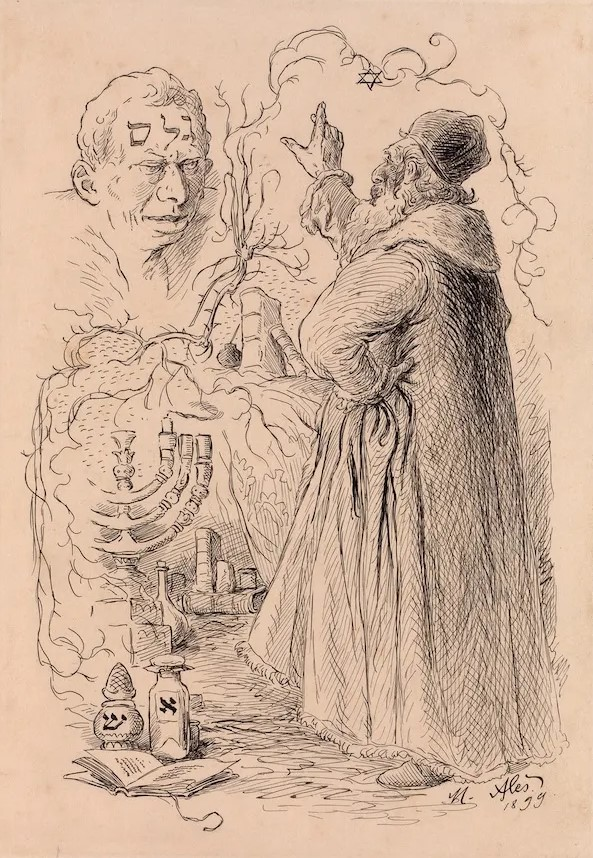
El rabí Löw i el gòlem. Al front del gòlem hom hi llegeix, en caràcters hebraics, el mot gòlem

El gólem (plural: gólems; plural seguint l'hebreu: guelamim) (hebreu: גֹּלֶם; plural:גְּלָמִים), és una estàtua de pedra, d'uns dos metres d'alçada, plena de màgia. Té la propietat de transformar-se en la forma física de qui vulgui.
Només els grans mags saben com fabricar-ne, perquè neixen de la pedra, que és el seu element. També poden néixer a partir del fang però els feerics, que són qui millor dominen la terra, els troben desagradables. Es diu que als temps remots alguns mags van poder crear gòlems o guelamim de fang. El terme gólem apareix a la Bíblia volent dir una substància embrionària o incompleta: al salm 139:16 de la Bíblia hi trobem l'únic passatge de la Bíblia on hi ha la paraula גלמי, traduïda al català com 'abans d'estar format'. La Mixnà la diu per a una persona inculta («Set característiques es troben en una persona inculta, i unes altres set a l'entès», Pirké Avot 5:7). També es parla de gólems com a metàfora, o com a entitats que serveixen algú sota condicions controlades, però hostils a ell o a uns altres. En ídix, és un insult per dir que algú és, més aviat, curt de gambals.
A la versió clàssica del mite, el gólem adquireix vida escrivint-li al front la paraula ʔĕˈmεθ (אֱמֶת) ‘veritat’. I torna a convertir-se en un ésser inert, quan, se li esborra l'àlef, la primera lletra del mot, i la paraula hebrea es converteix en el participi mēθ (מֵת) ‘mort’.
També s'ha de fer referència a l'«autoria» jueva del mite del gólem, a la càbala, i especialment a Praga, on gairebé és una figura turística de la Praga jueva dels segles XV-XVI, gràcies no només a la novel·la de Gustav Meyrink, sinó també de la novel·la d'Isaac Bashevis Singer, de la qual hi ha una versió en català a l'editorial Empúries (ISBN 84-7596-097-9).